# Museo demologico Giacomo Bergomi
Il Museo demologico Giacomo Bergomi è situato a Montichiari nella provincia di Brescia.
Raccoglie circa seimila reperti della tradizione provenienti dalle valli alpine bresciane Val Trompia, Val Sabbia e Val Camonica e dalla pianura, raccolti dall'artista in circa trent'anni. Documenta ogni aspetto del mondo agrario locale connesso alla lavorazione dei campi, all'allevamento del bestiame, all'artigianato e a quelli connessi alle varie fasi della vita umana.
Ogni reperto è catalogato e collegato al nome dialettale dell'oggetto.
Il museo si compone di due sale: permanente, che comprende le fasi del ciclo della vita dell'uomo e dell’anno; la seconda, temporanea, è destinata ad accogliere mostre tematiche a rotazione. Il museo è dotato di un’area riservata alle attività didattiche, di una sala proiezioni e di una sala consultazione dotata di postazioni informatiche e di una biblioteca-mediateca.

## Giacomo Bergomi
Giacomo Bergomi nacque nel 1923 nella Bassa Bresciana e fu pittore ispirato all’esperienza del mondo dei campi. Iniziò a collezionare oggetti etnografici di provenienza bresciana come suppellettili domestiche e attrezzi da lavoro, usati anche come soggetti per i suoi quadri. Frequentò a Milano l'Accademia di Brera ed effettuò numerosi viaggi in Italia e in altri paesi del Mediterraneo, visitò più volte il Sud America. Morì nel 2003.